# Milan Associazione Calcio 1991-1992
Questa voce raccoglie le informazioni riguardanti il Milan Associazione Calcio nelle competizioni ufficiali della stagione 1991-1992.

## Stagione

Da sinistra: il presidente milanista Silvio Berlusconi con il nuovo allenatore Fabio Capello

Nella stagione 1991-1992 Fabio Capello sostituisce sulla panchina del Milan Arrigo Sacchi, diventato commissario tecnico della nazionale italiana; Capello fu già giocatore rossonero a fine anni 1970, poi allenatore della squadra Primavera nella prima metà degli anni 1980, traghettatore della prima squadra (sostituendo l'esonerato Nils Liedholm) nelle ultime gare del campionato 1986-1987, e quindi dirigente della Polisportiva Milan. Il club rossonero non prende parte alle competizioni europee, per via della squalifica inflittale dalla UEFA nella stagione precedente a seguito del rifiuto di continuare la gara di ritorno dei quarti di finale della Coppa dei Campioni 1990-1991 contro l'Olympique Marsiglia, dopo il momentaneo spegnimento dei riflettori dello stadio Vélodrome.
In estate la squadra perde la prima edizione del torneo amichevole Luigi Berlusconi. Demetrio Albertini, Diego Fuser e Francesco Antonioli, dopo un anno in prestito, tornano a far parte della rosa rossonera arricchita anche con Enzo Gambaro; a disposizione di Capello c'è anche Aldo Serena, di ritorno al Milan dopo nove stagioni. Il club, essendo come detto fuori dalle coppe continentali, si concentra esclusivamente sui tornei nazionali. La squadra è basata ancora sull'organico di Sacchi: le novità nella formazione titolare riguardano Rossi in porta al posto di Pazzagli, Albertini spesso impiegato al posto di Ancelotti e Massaro tornato definitivamente titolare in attacco, come seconda punta a supporto di Van Basten.

Il giovane Demetrio Albertini, rivelazione della stagione, in mezzo ai festeggiamenti per il 12º scudetto.

In campionato, dopo un inizio caratterizzato da due vittorie di misura e altrettanti pareggi la squadra vola in testa alla classifica, vince il titolo d'inverno e conquista il suo dodicesimo scudetto con due giornate di anticipo, pareggiando 1-1 in casa del Napoli: chiude il torneo senza subire sconfitte, inaugurando un'epoca ricca di successi che porterà la squadra a essere soprannominata Gli Invincibili. Oltre ai 56 punti guadagnati (con i due punti assegnati per vittoria) il Milan termina il campionato con un ruolino di 22 vittorie e 12 pareggi, diventando così la prima squadra a vincere il campionato di Serie A da imbattuta — solo il Perugia era riuscito, nel 1978-1979, in tale impresa, ma era giunto secondo, proprio alle spalle dei rossoneri; prima dell'introduzione del girone unico (avvenuta nel 1929-1930), l'impresa di vincere un campionato senza subire sconfitte era riuscita al Genoa, nella Prima Divisione 1922-1923.
In questa stagione i Diavoli segnano 74 gol (alla media di oltre 2 reti a gara), con alcune goleade come il 5-0 al Napoli, il 5-1 ai campioni in carica della Sampdoria e l'8-2 rifilato al Foggia. Capocannoniere del torneo, per la seconda volta, è Van Basten con 25 reti, una quota che mancava nella Serie A da ventisei anni, di cui 9 su rigore.
In Coppa Italia il Milan elimina il Brescia nei sedicesimi di finale (2-0 e 1-2), il Verona negli ottavi (2-2 a Verona e 1-1 a Milano, rossoneri qualificati per la regola dei gol fuori casa) e il Torino nei quarti (2-0 e 1-1). In semifinale si trova opposto alla Juventus che, dopo il pareggio a reti inviolate del Meazza, batte ed elimina i lombardi (alla loro unica sconfitta stagionale) grazie all'1-0 ottenuto al Delle Alpi (gol di Salvatore Schillaci, con un rigore sbagliato da Franco Baresi).

## Divise e sponsor

Frank Rijkaard in azione nella trasferta di Torino del 25 aprile 1992 con la seconda divisa fasciata

Lo sponsor tecnico per la stagione 1991-1992 è Adidas, mentre lo sponsor ufficiale è Mediolanum. La divisa è una maglia a strisce verticali della stessa dimensione, rosse e nere, con pantaloncini e calzettoni bianchi. La divisa di riserva consta di una maglia bianca con fascia rossonera, abbinata a pantaloncini e calzettoni bianchi.
| Casa | Trasferta | Portiere |

## Organigramma societario
Area direttiva
- Presidente: Silvio Berlusconi
- Amministratore delegato: Adriano Galliani[14]
- Direttore sportivo: Ariedo Braida

Area organizzativa
- Direttore organizzativo: Paolo Taveggia
- Team manager: Silvano Ramaccioni
- Segretaria: Rina Barbara Ercoli

Area tecnica
- Allenatore: Fabio Capello
- Allenatore in seconda: Italo Galbiati
- Preparatori dei portieri: Roberto Negrisolo
- Preparatore atletico: Vincenzo Pincolini

Area sanitaria
- Responsabile servizi sanitari: Rodolfo Tavana
- Medico sociale: Giovanni Battista Monti
- Massaggiatori: Giancarlo Bertassi, Franco Pagani

## Rosa
| N. |                   | Ruolo | Calciatore                     |
| -- | ----------------- | ----- | ------------------------------ |
|    | Italia (bandiera) | P     | Francesco Antonioli            |
|    | Italia (bandiera) | P     | Sebastiano Rossi               |
|    | Italia (bandiera) | D     | Franco Baresi (capitano)       |
|    | Italia (bandiera) | D     | Alessandro Costacurta          |
|    | Italia (bandiera) | D     | Filippo Galli                  |
|    | Italia (bandiera) | D     | Enzo Gambaro                   |
|    | Italia (bandiera) | D     | Paolo Maldini                  |
|    | Italia (bandiera) | D     | Mauro Tassotti (vice capitano) |
|    | Italia (bandiera) | C     | Demetrio Albertini             |
|    | Italia (bandiera) | C     | Carlo Ancelotti                |
|    | Italia (bandiera) | C     | Angelo Carbone                 |

| N. |                        | Ruolo | Calciatore           |
| -- | ---------------------- | ----- | -------------------- |
|    | Italia (bandiera)      | C     | Roberto Donadoni     |
|    | Italia (bandiera)      | C     | Alberico Evani       |
|    | Italia (bandiera)      | C     | Diego Fuser          |
|    | Paesi Bassi (bandiera) | C     | Ruud Gullit          |
|    | Paesi Bassi (bandiera) | C     | Frank Rijkaard       |
|    | Italia (bandiera)      | A     | Giovanni Cornacchini |
|    | Italia (bandiera)      | A     | Daniele Massaro      |
|    | Italia (bandiera)      | A     | Aldo Serena          |
|    | Italia (bandiera)      | A     | Marco Simone         |
|    | Paesi Bassi (bandiera) | A     | Marco van Basten     |

## Calciomercato

### Sessione estiva
| Acquisti | Acquisti             | Acquisti        | Acquisti      |
| R.       | Nome                 | da              | Modalità      |
| -------- | -------------------- | --------------- | ------------- |
| P        | Francesco Antonioli  | Modena          | fine prestito |
| D        | Enzo Gambaro         | Parma           | definitivo    |
| C        | Demetrio Albertini   | Padova          | fine prestito |
| C        | Zvonimir Boban       | Dinamo Zagabria | definitivo    |
| C        | Diego Fuser          | Fiorentina      | fine prestito |
| A        | Giovanni Cornacchini | Piacenza        | definitivo    |
| A        | Giovane Élber        | Londrina        | definitivo    |
| A        | Aldo Serena          | Inter           | definitivo    |

| Cessioni | Cessioni             | Cessioni     | Cessioni   |
| R.       | Nome                 | a            | Modalità   |
| -------- | -------------------- | ------------ | ---------- |
| P        | Andrea Pazzagli      | Bologna      | definitivo |
| P        | Massimo Taibi        | Como         | prestito   |
| D        | Roberto Bandirali    | Como         | definitivo |
| D        | Stefano Carobbi      | Fiorentina   | definitivo |
| D        | Giandomenico Costi   | Messina      | definitivo |
| D        | Gianluca Grassadonia | Salernitana  | definitivo |
| D        | Stefano Nava         | Parma        | prestito   |
| C        | Zvonimir Boban       | Bari         | prestito   |
| C        | Gianluca Gaudenzi    | Cagliari     | definitivo |
| C        | Giovanni Stroppa     | Lazio        | definitivo |
| A        | Massimo Agostini     | Parma        | definitivo |
| A        | Giovane Élber        | Grasshoppers | prestito   |

### Sessione autunnale
| Acquisti | Acquisti | Acquisti | Acquisti |
| R.       | Nome     | da       | Modalità |
| -------- | -------- | -------- | -------- |

| Cessioni | Cessioni       | Cessioni | Cessioni |
| R.       | Nome           | a        | Modalità |
| -------- | -------------- | -------- | -------- |
| C        | Angelo Carbone | Bari     | prestito |

## Risultati

### Serie A

#### Girone di andata
| Arbitro: | Luci (Firenze) |

|  |           |                    |
|  | Marcatori | 39’ (aut.) Benetti |

| Arbitro: | Cornieti (Forlì) |

|                      |           |  |
| van Basten 1’ (rig.) | Marcatori |  |

| Arbitro: | D'Elia (Salerno) |

|               |           |                    |
| Casiraghi 13’ | Marcatori | 90’ (aut.) Carrera |

| Arbitro: | Pairetto (Nichelino) |

|                       |           |               |
| van Basten 86’ (rig.) | Marcatori | 62’ Maiellaro |

| Arbitro: | Luci (Firenze) |

|                       |           |              |
| van Basten 85’ (rig.) | Marcatori | 12’ Skuhravý |

| Arbitro: | Nicchi (Arezzo) |

|  |           |                                    |
|  | Marcatori | 3’ (rig.) van Basten 48’ Albertini |

| Arbitro: | Stafoggia (Pesaro) |

|                           |           |  |
| Gullit 59’ van Basten 81’ | Marcatori |  |

| Arbitro: | Baldas (Trieste) |

|  |           |             |
|  | Marcatori | 30’ Massaro |

| Arbitro: | Cesari (Genova) |

|                                                        |           |               |
| van Basten 30’ Massaro 36’ Rijkaard 57’ Costacurta 78’ | Marcatori | 59’ Carnevale |

| Arbitro: | Lanese (Messina) |

|  |           |                 |
|  | Marcatori | 65’, 70’ Gullit |

| Arbitro: | Boggi (Salerno) |

|                                     |           |                  |
| van Basten 24’ Gullit 37’ Fuser 76’ | Marcatori | 54’ Giandebiaggi |

| Arbitro: | Pairetto (Nichelino) |

|               |           |                |
| Klinsmann 54’ | Marcatori | 18’ van Basten |

| Arbitro: | D'Elia (Salerno) |

|                        |           |  |
| Gullit 18’ Massaro 47’ | Marcatori |  |

| Arbitro: | Ceccarini (Livorno) |

|            |           |                |
| Riedle 51’ | Marcatori | 54’ van Basten |

| Arbitro: | Sguizzato (Verona) |

|                                                                 |           |  |
| Maldini 1’ Rijkaard 27’ Massaro 42’ Donadoni 65’ van Basten 81’ | Marcatori |  |

| Arbitro: | Trentalange (Torino) |

|  |           |                   |
|  | Marcatori | 31’ (aut.) Icardi |

| Arbitro: | Beschin (Legnago) |

|                                        |           |             |
| van Basten 10’ (rig.), 47’, 85’ (rig.) | Marcatori | 64’ Šalimov |

#### Girone di ritorno
| Arbitro: | Bettin (Padova) |

|                                                  |           |               |
| Simone 7’ Maldini 35’ Rijkaard 62’ Albertini 69’ | Marcatori | 48’ D'Ainzara |

| Arbitro: | Stafoggia (Pesaro) |

|           |           |                                             |
| Bisoli 3’ | Marcatori | 53’, 69’, 71’ (rig.) van Basten 77’ Massaro |

| Arbitro: | Baldas (Trieste) |

|               |           |               |
| van Basten 4’ | Marcatori | 26’ Casiraghi |

| Firenze 16 febbraio 1992 21ª giornata | Fiorentina      | 0 – 0 referto | Milan | Stadio Comunale (41 661 spett.)\| Arbitro: \| Cesari (Genova) \| |
| Arbitro:                              | Cesari (Genova) |               |       |                                                                  |

| Genova 23 febbraio 1992 22ª giornata | Genoa              | 0 – 0 referto | Milan | Stadio Luigi Ferraris (37 229 spett.)\| Arbitro: \| Sguizzato (Verona) \| |
| Arbitro:                             | Sguizzato (Verona) |               |       |                                                                           |

| Arbitro: | Ceccarini (Livorno) |

|                                 |           |              |
| van Basten 34’ (rig.), 36’, 40’ | Marcatori | 8’ Bianchezi |

| Arbitro: | D'Elia (Salerno) |

|           |           |                                 |
| Melli 33’ | Marcatori | 48’, 76’ Simone 84’ (aut.) Grün |

| Arbitro: | Cinciripini (Ascoli Piceno) |

|                           |           |  |
| Simone 38’ van Basten 71’ | Marcatori |  |

| Arbitro: | Lanese (Messina) |

|                |           |           |
| Rizzitelli 69’ | Marcatori | 4’ Simone |

| Arbitro: | Mughetti (Cesena) |

|                                                                 |           |            |
| Rijkaard 34’ Evani 54’ van Basten 62’ Massaro 82’ Albertini 86’ | Marcatori | 84’ Vialli |

| Arbitro: | Quartuccio (Torre Annunziata) |

|               |           |                   |
| Iacobelli 75’ | Marcatori | 40’ (aut.) Bonomi |

| Arbitro: | Cesari (Genova) |

|             |           |  |
| Massaro 89’ | Marcatori |  |

| Arbitro: | Pezzella (Frattamaggiore) |

|                                    |           |                       |
| Casagrande 8’ Ancelotti 62’ (aut.) | Marcatori | 18’ Massaro 72’ Fuser |

| Arbitro: | Nicchi (Arezzo) |

|                       |           |  |
| Massaro 25’ Fuser 84’ | Marcatori |  |

| Arbitro: | Pairetto (Nichelino) |

|           |           |              |
| Blanc 66’ | Marcatori | 37’ Rijkaard |

| Arbitro: | Fabricatore (Roma) |

|                                                     |           |  |
| van Basten 18’ (rig.) Gullit 46’ Ancelotti 77’, 78’ | Marcatori |  |

| Arbitro: | Collina (Viareggio) |

|                        |           |                                                                                           |
| Signori 39’ Baiano 41’ | Marcatori | 22’ Maldini 47’ Gullit 52’, 82’ van Basten 59’ (aut.) Matrecano 72’, 74’ Simone 87’ Fuser |

### Coppa Italia

#### Turni eliminatori
| Arbitro: | Felicani (Bologna) |

|                                  |           |  |
| Gullit 34’ van Basten 80’ (rig.) | Marcatori |  |

| Arbitro: | Sguizzato (Verona) |

|                  |           |                                 |
| Passiatore 90+2’ | Marcatori | 43’ Galli 49’ (rig.) van Basten |

#### Fase finale
| Arbitro: | Trentalange (Torino) |

|                       |           |                            |
| Prytz 25’ (rig.), 66’ | Marcatori | 18’ Maldini 27’ van Basten |

| Arbitro: | Cornieti (Forlì) |

|                       |           |            |
| van Basten 43’ (rig.) | Marcatori | 75’ Lunini |

| Arbitro: | Ceccarini (Livorno) |

|                       |           |  |
| Baresi 30’ Simone 53’ | Marcatori |  |

| Arbitro: | Luci (Firenze) |

|             |           |                  |
| Lentini 79’ | Marcatori | 23’ (aut.) Bruno |

| Milano 31 marzo 1992 Semifinale - Andata | Milan            | 0 – 0 referto | Juventus | Stadio Giuseppe Meazza (73 114 spett.)\| Arbitro: \| D'Elia (Salerno) \| |
| Arbitro:                                 | D'Elia (Salerno) |               |          |                                                                          |

| Arbitro: | Amendolia (Messina) |

|               |           |  |
| Schillaci 22’ | Marcatori |  |

## Statistiche

### Statistiche di squadra
| Competizione | Punti | In casa | In casa | In casa | In casa | In casa | In casa | In trasferta | In trasferta | In trasferta | In trasferta | In trasferta | In trasferta | Totale | Totale | Totale | Totale | Totale | Totale | DR  |
| Competizione | Punti | G       | V       | N       | P       | Gf      | Gs      | G            | V            | N            | P            | Gf           | Gs           | G      | V      | N      | P      | Gf     | Gs     | DR  |
| ------------ | ----- | ------- | ------- | ------- | ------- | ------- | ------- | ------------ | ------------ | ------------ | ------------ | ------------ | ------------ | ------ | ------ | ------ | ------ | ------ | ------ | --- |
| Serie A      | 56    | 17      | 14      | 3       | 0       | 44      | 9       | 17           | 8            | 9            | 0            | 30           | 12           | 34     | 22     | 12     | 0      | 74     | 21     | +53 |
| Coppa Italia | -     | 4       | 2       | 2       | 0       | 5       | 1       | 4            | 1            | 2            | 1            | 5            | 5            | 8      | 3      | 4      | 1      | 10     | 6      | +4  |
| Totale       | -     | 21      | 16      | 5       | 0       | 49      | 10      | 21           | 9            | 11           | 1            | 35           | 17           | 42     | 25     | 16     | 1      | 84     | 27     | +57 |

### Statistiche dei giocatori
Sono in corsivo i calciatori che hanno lasciato la società durante la stagione.
| Giocatore      | Serie A  | Serie A | Serie A     | Serie A    | Coppa Italia | Coppa Italia | Coppa Italia | Coppa Italia | Totale   | Totale | Totale      | Totale     |
| Giocatore      | Presenze | Reti    | Ammonizioni | Espulsioni | Presenze     | Reti         | Ammonizioni  | Espulsioni   | Presenze | Reti   | Ammonizioni | Espulsioni |
| -------------- | -------- | ------- | ----------- | ---------- | ------------ | ------------ | ------------ | ------------ | -------- | ------ | ----------- | ---------- |
| D. Albertini   | 28       | 3       | 7           | 0          | 5            | 0            | 0            | 0            | 33       | 3      | 7           | 0          |
| C. Ancelotti   | 12       | 2       | 2           | 0          | 6            | 0            | 1            | 0            | 18       | 2      | 3           | 0          |
| F. Antonioli   | 4        | -3      | 0           | 0          | 7            | -5           | 0            | 1            | 11       | -8     | 0           | 1          |
| F. Baresi      | 33       | 0       | 7           | 1          | 6            | 1            | 0            | 0            | 39       | 1      | 7           | 1          |
| A. Carbone     | 0        | 0       | 0           | 0          | 0            | 0            | 0            | 0            | 0        | 0      | 0           | 0          |
| G. Cornacchini | 3        | 0       | 0           | 0          | 2            | 0            | 0            | 0            | 5        | 0      | 0           | 0          |
| A. Costacurta  | 30       | 1       | 4           | 1          | 6            | 0            | 2            | 0            | 36       | 1      | 6           | 1          |
| R. Donadoni    | 30       | 1       | 1           | 0          | 6            | 0            | 0            | 0            | 36       | 1      | 1           | 0          |
| A. Evani       | 27       | 1       | 2           | 0          | 4            | 0            | 0            | 0            | 31       | 1      | 2           | 0          |
| D. Fuser       | 15       | 4       | 0           | 0          | 7            | 0            | 0            | 0            | 22       | 4      | 0           | 0          |
| F. Galli       | 8        | 0       | 3           | 0          | 5            | 1            | 0            | 0            | 13       | 1      | 3           | 0          |
| E. Gambaro     | 5        | 0       | 0           | 0          | 4            | 0            | 1            | 1            | 9        | 0      | 1           | 1          |
| R. Gullit      | 26       | 7       | 2           | 0          | 1            | 1            | 0            | 0            | 27       | 8      | 2           | 0          |
| P. Maldini     | 31       | 3       | 2           | 0          | 7            | 1            | 0            | 0            | 38       | 4      | 2           | 0          |
| D. Massaro     | 32       | 9       | 1           | 0          | 6            | 0            | 0            | 0            | 38       | 9      | 1           | 0          |
| F. Rijkaard    | 30       | 5       | 3           | 0          | 5            | 0            | 3            | 0            | 35       | 5      | 6           | 0          |
| S. Rossi       | 30       | -18     | 2           | 0          | 2            | -1           | 0            | 0            | 32       | -19    | 2           | 0          |
| A. Serena      | 9        | 0       | 1           | 0          | 6            | 0            | 1            | 0            | 15       | 0      | 2           | 0          |
| M. Simone      | 15       | 7       | 0           | 0          | 4            | 1            | 0            | 0            | 19       | 8      | 0           | 0          |
| M. Tassotti    | 33       | 0       | 4           | 0          | 5            | 0            | 1            | 1            | 38       | 0      | 5           | 1          |
| M. van Basten  | 31       | 25      | 1           | 1          | 7            | 4            | 2            | 0            | 38       | 29     | 3           | 1          |